# Wjatscheslaw Leonidowitsch Glasytschew
Wjatscheslaw Leonidowitsch Glasytschew (russisch Вячеслав Леонидович Глазычев; * 26. Februar 1940 in Moskau; † 5. Juni 2012 in Ko Chang) war ein russischer Architekt, Kunsthistoriker und Publizist.

## Leben
Glasytschews Vater Leonid Dmitrijewitsch Glasytschew war Drehbuchautor und fiel 1942 an der Kalininer Front. Seine Mutter Miliza Nikolajewna Glasytschewa war Bibliothekarin im Institut für Wissenschaftliche Information in den Sozialwissenschaften der Russischen Akademie der Wissenschaften.
Nach dem Besuch der Englisch-Schule Nr. 1 des Moskauer Amtes für Volksbildung studierte Glasytschew an der Fakultät für Industrie-Architektur des Moskauer Architektur-Instituts. Bei den Weltfestspielen der Jugend und Studenten arbeitete er als Dolmetscher. 1961–1962 studierte er in Warschau. Nach dem Abschluss seines Studiums am Moskauer Architektur-Institut 1963 plante er bis 1965 Eisenbahn- und Luftpostanlagen, um dann zunächst als Architekt im Planungsinstitut für Kommunikation und darauf bis 1967 als Wissenschaftlicher Assistent im Allrussischen Forschungsinstitut für Technische Ästhetik zu arbeiten.
Ab 1963 veröffentlichte Glasytschew Aufsätze zu Problemen des Designs und der künstlerischen Kultur insbesondere in der Zeitschrift Dekorative Kunst. 1964 gründete er zusammen mit E. A. Rosenblum das Zentrale Experimentier-Studio der Union der Künstler der UdSSR zur Thematik der Umweltgestaltung, dessen stellvertretender künstlerischer Leiter er 1967 wurde.
1968 wurde Glasytschew mit seiner Dissertation Soziale Funktion des Designs im System des zeitgenössischen Kapitalismus Kandidat der Philosophischen Wissenschaften. 1970 wurde daraus das Buch Über Design (mit einer zweiten erweiterten Ausgabe 2006 mit dem Titel Das Design wie es ist).
1969 schloss Glasytschew seine Ausbildung bei den Luftlandetruppen als Oberleutnant ab.
1970–1984 leitete Glasytschew die Abteilung Soziale Probleme des Forschungsinstituts für Theorie und Geschichte der Architektur und des Städtebaus und ebenso die entsprechende Abteilung der Zeitschrift Dekorative Kunst. 1977 schrieb er das Buch Organisation der Planung in der Architektur, worin er die Methoden des Zusammenspiels des sozialen Auftrags, der Planung und der Bautätigkeit beschrieb, die bisher in der UdSSR nicht benutzt worden waren. Mit dem Inhalt des Buches fertigte er eine Dissertation zur Erlangung des Grades eines Doktors der Architektur an mit dem Titel Architektonisches Schaffen und Organisation der Planung in der Architektur. Die Arbeit wurde zwar vom Direktor des Zentralen Forschungs- und Planungsinstitut für Wohnbebauung Boris Rafailowitsch Rubanenko (1910–1985) positiv begutachtet, aber der Doktorgrad wurde infolge des Einspruchs des Zentralkomitees der KPdSU wegen unvollständiger Forschung nicht verliehen.
1984–1987 leitete Glasytschew die Abteilung Kulturelles Potenzial der Städte des Russischen Instituts für Kulturwissenschaften. Er führte empirische Entwicklungsprogramme in Tichwin, Nabereschnyje Tschelny und Jelabuga in Tatarstan durch, wobei er das Zusammenwirken der Bewohner und der Staatsmacht organisierte.
1986 trat Glasytschew in die Union der Architekten der UdSSR ein, und nur Monate später wurde er in deren Sekretariat gewählt. Allerdings gab er 1988 dieses Amt wieder auf, als das Sekretariat dem Vorschlag nicht zustimmte, ihm die Leitung des Reformprogramms der Union zu übertragen.
1987 war Glasytschew Vorsitzender des Organisationskomitees der Menschenrechtsorganisation Memorial. 1988–1990 war er verantwortlicher Sekretär der Stiftung Kulturinitiative, die russische Suborganisation der Open Society Foundations.
1989 beteiligte sich Glasytschew an der Strukturierung der Europäischen Akademie für Stadtkultur in Berlin, trat in deren Vorstand ein und wurde Chef der Moskauer Abteilung, die programmatisch-beratende Aufgaben in Moskau, Myschkin, Stariza und anderen Städten in Russland wahrnahm. Er beteiligte sich an der Vorbereitung von Gesetzen zur lokalen Selbstverwaltung und zur Kultur.
1991 wurde Glasytschew mit seiner Dissertation Kulturelles Potenzial des städtischen Milieus zum Doktor der Kunstgeschichte promoviert und als Professor an das Moskauer Architektur-Institut berufen.
1999 kandidierte Glasytschew für das Amt des Moskauer Vize-Bürgermeisters als Kandidat der Union der rechten Kräfte. 2005 gründete er zusammen mit Gleb Olegowitsch Pawlowski und Modest Alexejewitsch Kolerow den Verlag Europa und wurde dessen Generaldirektor. 2005–2008 beteiligte er sich unter dem Pseudonym Mister Montblanc an der analytischen Fernsehsendung Realpolitik des NTW.
Seit 2001 arbeitete Glasytschew im Russischen Komitee für Erziehungsentwicklung mit und setzte sich für Erziehungsreformideen ein, insbesondere Schulautonomie und Beteiligung der Öffentlichkeit an der Schulverwaltung.
2005 eröffnete die Union der Designer Russlands die Russische Nationale Design-Akademie, deren Präsident Glasytschew wurde. Auch wurde er Mitglied der 2005 gegründeten Gesellschaftlichen Kammer Russlands. Seit der Gründung der russischen New Eurasia Foundation, Suborganisation der Eurasia Foundation, war er dort Mitglied des Expertengremiums.
Am 5. Juni 2012 erlag er einem Herzinfarkt auf der thailändischen Insel Ko Chang, als er während eines zweiwöchigen Aufenthaltes an der Strategie für die Entwicklung Moskaus bis 2025 arbeitete.